# Seznam poljskih rokometašev
Seznam poljskih rokometašev.

## A
Zdzisław Antczak

## B
Karol Bielecki - Janusz Brzozowski

## C
Piotr Cieśla

## D
Zbigniew Dybol

## G
Franciszek Gąsior - Jan Gmyrek

## J
Mateusz Jachlewski - Bartłomiej Jaszka - Mariusz Jurasik - Bartosz Jurecki - Michał Jurecki - Mariusz Jurkiewicz

## K
Alfred Kałuziński - Jerzy Klempel - Monika Kobylińska - Bogdan Kowalczyk - Patryk Kuchczyński - Zygfryd Kuchta

## L
Andrzej Lech - Krzysztof Lijewski - Marcin Lijewski

## M
Jerzy Melcer

## P
Paweł Piwko - Helmut Pniociński - Ryszard Przybysz

## R
Tomasz Rosiński - Henryk Rozmiarek

## S
Artur Siódmiak - Andrzej Sokołowski - Sławomir Szmal - Engelbert Szolc - Andrzej Szymczak

## T
Grzegorz Tkaczyk - Tomasz Tłuczyński

## W
Włodzimierz Wachowicz - Marcin Wichary - Mieczysław Wojczak - Piotr Wyszomirski

## Z
Robert Zawada - Włodzimierz Zieliński - Daniel Żółtak